# Наследники (Marvel Comics)
Наследники (англ. Inheritors) — группа суперзлодеев в американских комиксах издательства Marvel Comics. Семья Морлана, противостоящая Человеку-пауку и его альтернативным версиям.

## История публикаций
Наследники, впервые появившиеся в комиксе The Superior Spider-Man #33 в рамках сюжетной линии Spider-Verse, были созданы Кристосом Гейджем и М. А. Сепульведой на основе Древних, расы, представляющей собой более раннюю версию семьи Морлана, которая дебютировала в романе 2006 года Spider-Man: The Darkest Hours, написанном Джимом Батчером. В дальнейшем Наследники вернулись в комиксе Spider-Geddon. Гейдж описал их следующим образом: «Они потрясающие злодеи — они буквально едят Людей-пауков! Они похожи на вампиров, которые питаются жизненной силой. И теперь, когда они вернулись, им нужно свести счёты. Они пытаются вернуть прежнюю силу и славу, и да поможет Бог всякому, кто встанет на их пути».

## Биография
Наследники — это клан охотников за тотемами с Земли-001, члены которого питаются тотемами животных, людей и божеств. В прошлом они захватили паучье божество Мастера Ткача на Земле-000 ценой жизни своего матриарха, потому что один из членов клана Карн не решился нанести удар. За это патриарх Солус приказал Карну надеть маску и изгнал его. Они использовали силу Мастера Ткача, чтобы завоевать Землю-001, путешествуя между измерениями и охотясь на аватаров Паучьего Тотема, потому что тем было предначертано свергнуть их.

## Члены
- Солус — патриарх.
- Неназванный матриарх — жена Солуса, погибшая во время миссии по поимке Мастера Ткача.
- Морлан — любимец Солуса, ненадолго убивший Человека-паука.
- Бора и Брикс — близнецы, которые соревнуются друг с другом.
- Деймос — старший сын Солуса.
- Дженникс — мозг семьи, чьи эксперименты проходят на Земле-802.
- Карн — изгой и младший сын, любимец своей матери. Покинув семью он стал Мастером Ткачом и был убит Верной.
- Верна — владелица гончих.

## Вне комиксов

### Видеоигры
- Наследники появляются в игре Spider-Man Unlimited (2014), где Морлана озвучил Трэвис Уиллингхэм, Солуса — Кайл Хеберт, Деймоса и Дженникса — Нил Каплан, а Карна —  Мэттью Мерсер[3].
- Карн и Морлан выступили боссами в игре Marvel: Avengers Alliance (2012) для Facebook[4].

### Романы
В романе Джима Батчера Spider-Man: The Darkest Hours появилась ранняя версия Наследников под названием Древние (состоящая из Таниса, Мортии и Малоса), которая жаждала отомстить Человеку-пауку после первой смерти Морлана. Они потерпели поражение от руки супергероя, которому помогли Чёрная кошка и Носорог, а также Мэри Джейн Уотсон. В конечном итоге Человек-паук изгнал Древних в другое измерение с помощью трёх мистических артефактов, подаренных ему Доктором Стрэнджем.

## Критика
В июне 2018 года Comic Book Resources поместил Наследников на 14-е место среди «20 могущественных суперзлодеев, которые могут стать новой большой угрозой в КВМ».